# Giovanni Drenthe
Giovanni Drenthe (Paramaribo, 16 februari 1990) is een voormalig Surinaams profvoetballer. Hij speelde als aanvaller in zijn thuisland voor SV Voorwaarts, SV Excelsior en Walking Boyz Company. Drenthe kwam tussen 2009 en 2012 uit voor het Surinaams voetbalelftal. De aanvaller is familie van Royston Drenthe.

## Clubvoetbal

### SV Voorwaarts
Bij SV Voorwaarts speelde Drenthe vooral voor het beloftenteam. In de jeugdcompetitie en Surinaamse jeugdelftallen maakte het talent een grote indruk. Door het goede spel bij de jeugdteams mocht Drenthe diverse malen meedoen bij de hoofdmacht. Op 6 januari 2008 maakte hij zijn eerste doelpunt op het hoogste niveau in de derby tegen SV Robinhood (3-4 verlies).
In september 2007 vertrok Drenthe samen met zijn landgenoten Ruiz Kromoredjo en Fabian van Dijk naar Nederland om daar een drie weken durende stage te lopen bij de jeugd van sc Heerenveen. Drenthe speelde mee in oefenwedstrijden van sc Heerenveen A1 en wist ondanks het niveauverschil een goede indruk te maken tijdens zijn stage. In oktober vlogen de spelers weer terug naar Suriname, in afwachting van verdere besprekingen. In overleg werd besproken dat sc Heerenveen de talenten niet overnam, maar ze wel voor onbepaalde tijd verder zou begeleiden in Suriname. In september 2009 werd Drenthe uitgenodigd om in België stage te gaan lopen bij Germinal Beerschot. Hij kwam tijdens zijn stageperiode echter weinig aan spelen toe. Hij raakte geblesseerd en kon daarom ook niet meedoen aan de wedstrijd tegen de beloften van SV Zulte Waregem. Vervolgens tekende hij voor het seizoen 2010/11 een contract bij de Surinaamse club SV Excelsior. Bij aanvang van het seizoen 2011/12 vertrok hij in november 2011 naar Walking Boyz Company. In 2013 won hij vervolgens met zijn club de Surinaamse voetbalbeker. Op 14 mei 2016 scoorde hij nog een hattrick in de met 6-2 gewonnen competitiewedstrijd tegen SV Botopasi.

### Statistieken
| Seizoen                         | Club                            | Land                            | Competitie      | Wedstrijden | Doelpunten |
| ------------------------------- | ------------------------------- | ------------------------------- | --------------- | ----------- | ---------- |
| 2007/2008                       | SV Voorwaarts                   | Suriname                        | SVB-hoofdklasse | 4           | 1          |
| 2008/2009                       | SV Voorwaarts                   | Suriname                        | SVB-hoofdklasse | 7           | 2          |
| 2009/2010                       | SV Voorwaarts                   | Suriname                        | SVB-hoofdklasse | -           | -          |
| 2010/2011                       | SV Excelsior                    | Suriname                        | SVB-hoofdklasse | 2           | 5          |
| 2011/2012                       | Walking Boyz Company            | Suriname                        | SVB-hoofdklasse | 27          | 13         |
| 2012/2013                       | Walking Boyz Company            | Suriname                        | SVB-hoofdklasse | 22          | 9          |
| 2015/2016                       | Walking Boyz Company            | Suriname                        | SVB-hoofdklasse | 18          | 10         |
| Bijgewerkt tot 6 september 2011 | Bijgewerkt tot 6 september 2011 | Bijgewerkt tot 6 september 2011 | Totaal          | 80          | 40         |

## Interlands

### Suriname
Na te hebben gespeeld voor de Surinaamse jeugdelftelftallen, maakte Drenthe in 2009 zijn debuut in het Surinaams A-elftal. Door zijn goede optreden tijdens het seizoen 2008/2009 met zowel Suriname onder de 20 jaar als SV Voorwaarts, werd hij door bondscoach Wensley Bundel opgenomen in de Surinaamse selectie voor de PARBO Cup. Met Suriname behaalde Drenthe de tweede plaats in het vierlandentoernooi. In augustus 2010 veroorzaakte hij enige opschudding: hoewel hij opgeroepen was door waarnemend bondscoach Ricardo Winter, was de aanvaller voor een stage in België en vergat hij zich af te melden voor een interland van het Surinaams elftal. Drenthe werd weer opgeroepen door bondscoach Kenneth Jaliens voor de WK 2014-kwalificatiewedstrijden. Hij maakte op 7 oktober 2011 een doelpunt voor de belangrijke kwalificatiewedstrijd tegen de Kaaimaneilanden (0-1 winst), één dag nadat hij zijn levenspartner had verloren.
| Interlands van Giovanni Drenthe voor Suriname | Interlands van Giovanni Drenthe voor Suriname | Interlands van Giovanni Drenthe voor Suriname | Interlands van Giovanni Drenthe voor Suriname | Interlands van Giovanni Drenthe voor Suriname | Interlands van Giovanni Drenthe voor Suriname |
| №                                             | Datum                                         | Wedstrijd                                     | Uitslag                                       | Type                                          | Doelpunten                                    |
| Als speler bij SV Voorwaarts                  | Als speler bij SV Voorwaarts                  | Als speler bij SV Voorwaarts                  | Als speler bij SV Voorwaarts                  | Als speler bij SV Voorwaarts                  | Als speler bij SV Voorwaarts                  |
| --------------------------------------------- | --------------------------------------------- | --------------------------------------------- | --------------------------------------------- | --------------------------------------------- | --------------------------------------------- |
| 1.                                            | 28 oktober 2009                               | Suriname – Guyana                             | 0 – 1                                         | Vriendschappelijk                             |                                               |
| Als speler bij SV Excelsior                   |                                               |                                               |                                               |                                               |                                               |
| 2.                                            | 2 september 2011                              | Suriname – Kaaimaneilanden                    | 1 – 0                                         | WK 2014-kwalificatiewedstrijden               |                                               |
| 3.                                            | 6 september 2011                              | Dominicaanse Republiek – Suriname             | 1 – 1                                         | WK 2014-kwalificatiewedstrijden               |                                               |
| 4.                                            | 23 september 2011                             | Suriname – Curaçao                            | 2 – 0                                         | Vriendschappelijk                             |                                               |
| 5.                                            | 25 september 2011                             | Suriname – Curaçao                            | 2 – 2                                         | Vriendschappelijk                             | 61'                                           |
| 6.                                            | 7 oktober 2011                                | Kaaimaneilanden – Suriname                    | 0 – 1                                         | WK 2014-kwalificatiewedstrijden               | 57'                                           |
| 7.                                            | 11 oktober 2011                               | Suriname – Dominicaanse Republiek             | 1 – 3                                         | WK 2014-kwalificatiewedstrijden               |                                               |
| Als speler bij Walking Boyz Company           |                                               |                                               |                                               |                                               |                                               |
| 8.                                            | 11 november 2011                              | Suriname – El Salvador                        | 1 – 3                                         | WK 2014-kwalificatiewedstrijden               |                                               |
| 9.                                            | 15 november 2011                              | El Salvador – Suriname                        | 4 – 0                                         | WK 2014-kwalificatiewedstrijden               |                                               |
| 10.                                           | 9 juni 2012                                   | Frans-Guyana – Suriname                       | 2 – 1                                         | Vriendschappelijk                             |                                               |
| 11.                                           | 13 juli 2012                                  | Suriname – Bonaire                            | 8 – 0                                         | ABCS-toernooi 2012                            | 88'                                           |
| 12.                                           | 15 juli 2012                                  | Aruba – Suriname                              | 1 – 0                                         | ABCS-toernooi 2012                            |                                               |
| 13.                                           | 5 september 2012                              | Montserrat – Suriname                         | 1 – 7                                         | Caribbean Cup 2012-kwalificatiewedstrijden    | 45'                                           |
| 14.                                           | 7 september 2012                              | Britse Maagdeneilanden – Suriname             | 0 – 4                                         | Caribbean Cup 2012-kwalificatiewedstrijden    | 36'                                           |
| 15.                                           | 14 november 2012                              | Cuba – Suriname                               | 5 – 0                                         | Caribbean Cup 2012-kwalificatiewedstrijden    |                                               |
| 16.                                           | 16 november 2012                              | Trinidad en Tobago – Suriname                 | 3 – 0                                         | Caribbean Cup 2012-kwalificatiewedstrijden    |                                               |
| 17.                                           | 18 november 2012                              | Suriname – Saint Vincent en de Grenadines     | 1 – 0                                         | Caribbean Cup 2012-kwalificatiewedstrijden    |                                               |